# Hauptamt SS-Gericht
La Oficina Central del Tribunal de las SS (en alemán: Hauptamt SS-Gericht) (HA SS-Gericht) -uno de los 12 departamentos de las SS- era el departamento legal de las SS en la  Alemania Nacionalsocialista. Fue responsable de formular las leyes y códigos para las SS y otros grupos de la policía, llevando a cabo sus propias investigaciones y juicios, así como la administración de las SS, los Tribunales de Policía, Cortes Marciales propias de las SS y los sistemas penales.

## Historia
Al principio del régimen nacionalsocialista, el personal de las SS fue acusado de violar la ley durante el desempeño de sus funciones en el campo de concentración de Dachau en 1934. Como consecuencia, el régimen se dio cuenta de que sería conveniente sacar a las unidades de las SS y de la policía de la jurisdicción de los tribunales civiles ordinarios. Esto se logró a petición del Ministerio de Justicia del Reich.
Este estatus legal significaba que todo el personal de las SS solo debía rendir cuentas al Hauptamt SS-Gericht. Esto colocó definitivamente a las SS por encima de la ley alemana y pudieron regirse por sus propios códigos y leyes.

## Organización
La Hauptamt SS-Gericht era una extensión de la anterior SS-Gericht, una organización que administraba las inspecciones de las SS y las fuerzas policiales y sus códigos de honor.
La Hauptamt SS-Gericht tenía cuatro departamentos (alemán: Ämter o Amtsgruppe):
- Amt I Asuntos legales - SS-Oberführer Dr. Reinecke
- Amt II Organización, personal y asuntos disciplinarios - SS-Obersturmbannführer Hinderfield
- Amt III Indultos, aplazamientos y ejecución de condenas - SS-Sturmbannführer Burmeister
- Amt IV Oficina de enlace - SS-Obersturmbannführer Dr. Krause

La sede central de la Hauptamt SS-Gericht eran las oficinas de la corte superior en Munich. La Hauptamt SS-Gericht contaba con más de 600 abogados que dictaron sentencias contra miembros de las fuerzas armadas alemanas y las SS, aunque el Reichsführer-SS Heinrich Himmler intervendría como lo considerara oportuno dependiendo de la condena y la fase de instrucción. En 1944, el número de oficinas de la SS-Hauptamt en Alemania había ascendido de 8 a 12.

## Tribunales policiales y tribunales militares de las SS
La Hauptamt SS-Gericht administró también 38 tribunales regionales de las SS en toda la Alemania Nacionalsocialista bajo una jurisdicción legal que reemplazó a la de los tribunales civiles. Estas leyes se aplicaron a todos los miembros de las SS y de las fuerzas policiales que operaban en Alemania o la Europa ocupada.
Estos tribunales eran la única autoridad que podía juzgar al personal de las SS por conducta delictiva. Los tribunales fueron los siguientes:
- SS- und Polizeigericht: tribunal estándar de la policía y las SS para el enjuiciamiento de oficiales de las SS y hombres alistados acusados de crímenes menores y delitos serios.
- Feldgerichte: tribunal penal de las Waffen-SS para la formación de consejos de guerra del personal militar de las Waffen-SS y acusados de violar el código penal militar de las Fuerzas Armadas alemanas.
- Oberstes SS- und Polizeigericht: Tribunal Supremo de las SS y la Policía para juzgar delitos graves y también cualquier infracción cometida por generales de las SS.
- SS- und Polizeigericht z.b. V.: Tribunal Extraordinario de las SS y la Policía. era un tribunal secreto que se reunía para tratar cuestiones muy delicadas que se deseaba mantener en secreto, incluso desde las mismas SS.

La única excepción que escapaba a la jurisdicción de las SS y los Tribunales Policiales eran los miembros de las SS que estaban en servicio activo en la Wehrmacht regular. En dichos casos, el miembro de la SS en cuestión estaba sujeto a la ley militar regular de la Wehrmacht y podría enfrentar cargos ante un tribunal militar estándar.

## Investigaciones del Juez Georg Konrad Morgen
En 1943 el SS-Sturmbannführer Georg Konrad Morgen, de la Hauptamt SS-Gericht, comenzó a investigar la corrupción y la actividad criminal dentro del sistema de campos de concentración nazis. Llegó a procesar a tantos oficiales de las SS que en abril de 1944, Himmler personalmente le ordenó que restringiera sus casos. Entre las personas que investigó estaba Karl Otto Koch, el comandante de Buchenwald y Majdanek, y esposo de Ilse Koch, así como el doctor Waldemar Hoven del campo de Buchenwald, acusado de asesinar tanto a los reclusos como a los guardias del campo que amenazaban con testificar contra Koch.
En 1944, mientras investigaba al comandante de Auschwitz, Rudolf Höss, el asistente de Morgen, el SS-Hauptscharführer Gerhard Putsch desapareció. Algunos teorizaron que esto era una advertencia para que Morgen disminuyera sus investigaciones ya que además, el edificio donde se guardaban sus archivos fue incendiado poco después.
Morgen, que había sido juez e investigador de las SS, más tarde testificó en los juicios de Nuremberg. Afirmó que luchó por la justicia durante la era nazi, y citó su larga lista de 800 investigaciones sobre actividades delictivas en los campos de concentración durante sus dos años de actividad.